# Histoire de la marine de guerre allemande

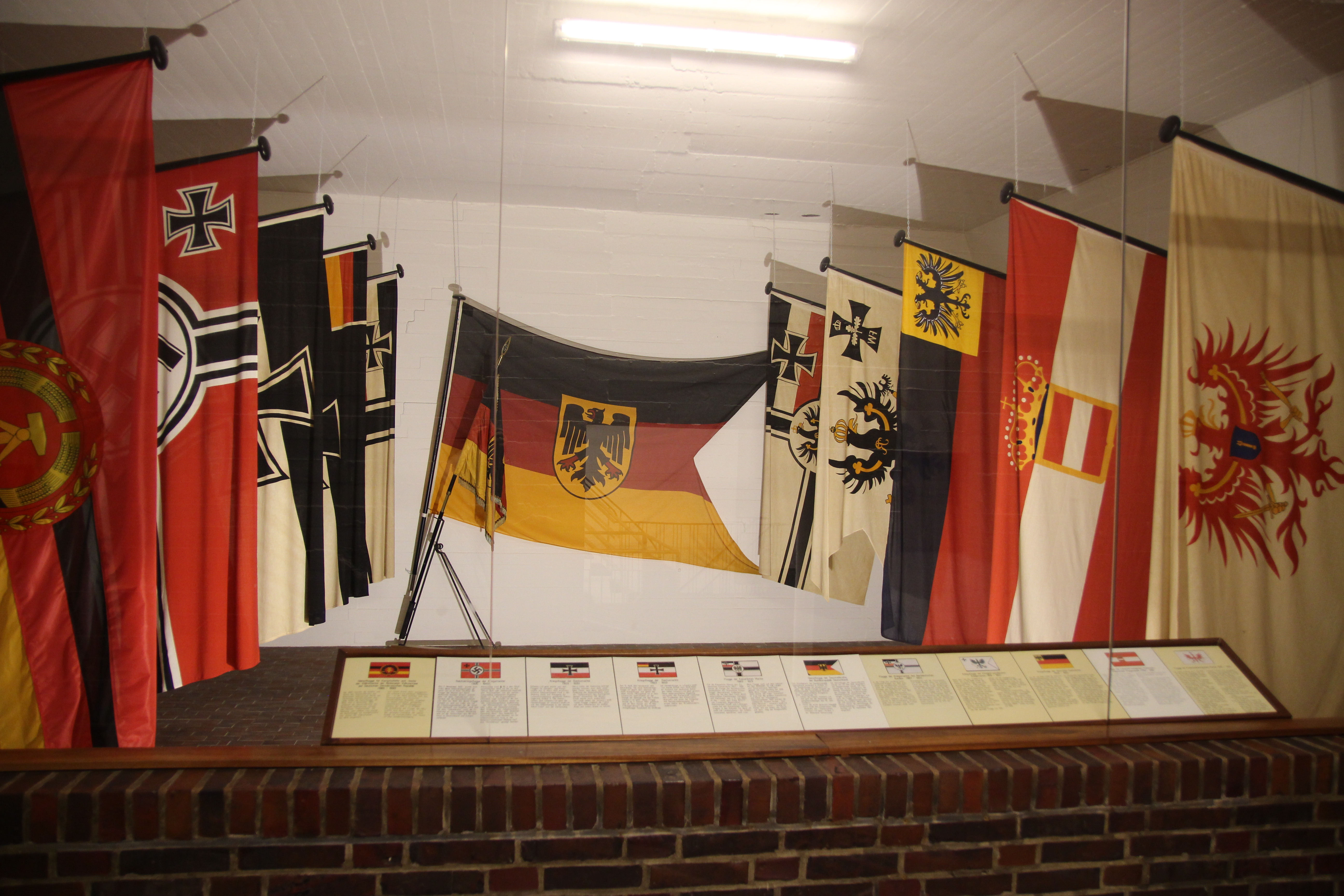

La marine de guerre allemande est créée lors de l'unification allemande sous le nom de Marine impériale, Kaiserliche Marine et va prendre différents noms au cours de l'histoire de l'Allemagne. Elle trouve son origine dans la marine prussienne puis dans celle de marine de la Confédération de l'Allemagne du Nord.

## Les différentes marines au cours de l'histoire
- Marine prussienne (Royaume de Prusse, 1701-1867)
- Reichsflotte 1848
- Norddeutsche Bundesmarine (Confédération de l'Allemagne du Nord, 1866–1871)
- Kaiserliche Marine ou Marine impériale (1872–1919)
- Vorläufige Reichsmarine (1919–1921)
- Reichsmarine (1921–1935)
- Kriegsmarine (1935–1945)
- Volksmarine (Allemagne de l'Est, 1949–1990)
- Bundesmarine (Allemagne de l'Ouest, 1955–1990)
- Deutsche Marine (à partir de 1990)

## Personnages marquants de la Marine allemande
- Grand-amiral Alfred von Tirpitz (1849-1930), créateur de la marine impériale
- Vice-amiral Reinhard Scheer (1863-1928)
- Contre-amiral Maximilian von Spee (1861-1914)
- Grand amiral Karl Dönitz (1891-1980)
- Vice-amiral Bernhard Rogge (1899-1982)

### Articles de Wikipédia
- Armée allemande